# Wiebe Buddingh'
Wiebe Buddingh' (Dordrecht, 15 januari 1957) is een Nederlandse vertaler van Engelstalige boeken. Hij is de zoon van de dichter C. Buddingh'.

## Vertaler
Al vanaf jonge leeftijd kwam hij met de Engelse taal in aanraking door de vakanties die het gezin Buddingh' - zijn vader was anglofiel - regelmatig in Engeland doorbracht.
Wiebe Buddingh' debuteerde in 1978 met de vertaling van A Clockwork Orange, die hij samen met zijn vader maakte. Het was uit nood dat hij dit deed, omdat zijn vader per ongeluk zijn vertaling met het vuilnis had meegegeven en geen kans meer zag opnieuw aan het vertalen te slaan en daarom zijn zoon vroeg dit te doen.
Na zijn middelbareschooltijd bleef hij vertalen, alhoewel hij geen opleiding daartoe had genoten. Zijn bekendste vertaalwerk kwam in 1998 toen hij van uitgeverij De Harmonie de opdracht kreeg de boeken uit de Harry Potter-reeks, geschreven door J.K. Rowling, te vertalen. Het waren tevens de eerste kinderboeken die hij onder handen nam. Buddingh' had daarvoor reeds een aantal boeken van Tom Sharpe vertaald en omdat daar veel woordgrappen in voorkomen, had De Harmonie hem de juiste persoon bevonden om de Harry Potter-boeken te vertalen, waarin ook veel grappige zinswendingen staan.
Buddingh' vertaalde verder enkele jeugdboeken van schrijver Kevin Brooks, eveneens in opdracht van uitgeverij De Harmonie.

## Medewerkers
Buddingh' werkt regelmatig samen met illustrator Ien van Laanen en grafisch vormgeefster Anne Lammers, met wie hij o.a. de Nederlandstalige versies van de Harry Potter-boeken en De Duistere Vloed-reeks van Susan Cooper produceerde.

## Vertalingen

### Tom Sharpe
- Wilt
- Hard gelach
- Wilts alternatief
- Jong geleerd
- Sneu voor het milieu
- Familietrekjes
- Wilt zit omhoog
- Klasse
- Erfelijk belast
- Grof geschut
- Wilt is nergens

### J. K. Rowling
- Harry Potter en de Steen der Wijzen (boek)
- Harry Potter en de Geheime Kamer (boek)
- Harry Potter en de Gevangene van Azkaban (boek)
- Harry Potter en de Vuurbeker (boek)
- Harry Potter en de Orde van de Feniks (boek)
- Harry Potter en de Halfbloed Prins (boek)
- Harry Potter en de Relieken van de Dood (boek)
- Fabeldieren en Waar Ze Te Vinden
- Zwerkbal door de eeuwen heen
- De Vertelsels van Baker de Bard
- Harry Potter en het Vervloekte Kind
- De Ickabog

### Susan Cooper
De duistere vloed cyclus:
- Boven zee, onder steen
- De duistere vloed
- Groenheks
- De grijze vorst
- Zilverboom

### Kevin Brooks
- Martyn Big
- Candy
- Lucas
- Het dodenpad
- Bedreigd

### Overige
- Ted Allbeury: Zwarte spiegels
- Brian Aldiss: De lange namiddag van de Aarde
- Clive Barker: Abarat
- Ray Bradbury: De R van raket
- Matt Buckingham: De niet zo verschrikkelijke sneeuwman
- Anthony Burgess: Boze jongens
- Patricia Highsmith: Deze zoete ziekte
- Tony Hillerman: De duistere maan
- James Patrick Hogan: Ruïnes op de maan
- Joe Keenan: Goudhaantjes
- Timothy Knapman: Midas en de boekpiraten
- Michael Palin: De stoel van Hemingway
- Chaim Potok: De arkenbouwer
- Philip Pullman: Ik was een rat
- Matthew Skelton: Endymion Spring

- Digitale Bibliotheek voor de Nederlandse Letteren: budd017
- International Standard Name Identifier: 0000 0000 6168 4291
- Library of Congress Control Number: no2009094729
- Nederlandse Thesaurus van Auteursnamen: 071380833
- Système universitaire de documentation: 186188137
- Virtual International Authority File: 90561204
- WorldCat: E39PBJghjtWBFrW7RXQVxryGHC